# Capitalism financiar
Capitalismul finanțelor sau capitalismul financiar se definește ca subordonarea proceselor de producție ideii de acumulare de profituri bănești într-un sistem financiar.
Capitalismul financiar este astfel o formă de capitalism în care intermedierea economisirii pentru investiții devine o funcție dominantă în economie, cu implicații mai largi pentru procesul politic și evoluția socială. De la sfârșitul secolului al XX-lea, acest tip de capitalism a devenit forța predominantă în economia globală, fie neoliberală, fie de altă natură.

## Caracteristici
Capitalismul financiar se caracterizează prin predominanța ideii de a face profit din cumpărarea și vânzarea de sau investiția în valută sau produse financiare, precum obligațiunile, acțiunile, investițiile de tip futures sau alte instrumente financiare derivate. Procesul include și împrumutul de bani cu dobândă și este văzut de analiștii marxiști (de la care termenul de capitalism financiar a derivat inițial) ca o formă de exploatare pentru că furnizează venituri non-muncitorilor. Apărătorii academici ai conceptului economic al capitalismului, cum ar fi Eugen von Böhm-Bawerk, văd astfel de profituri ca parte a procesului circular prin care acestea cresc și acoperă riscurile inevitabile.
În capitalismul financiar, intermediarii financiari devin îngrijorări majore, variind de la bănci la firmele de investiții. În ceea ce privește băncile de depozite, acestea atrag economii și împrumută bani, în timp ce băncile de investiții obțin fonduri pe piața interbancară pentru a le reîncredința în scopuri de investiții, firmelor de investiții care, prin comparație, acționează în numele altora, vânzând acțiunile sau titlurile de valoare ale acestora, cu scopuri investiționale.

### Implicații sociale
Importanta capitalismului financiar depășește importanța intermedierii financiare în economia capitalistă modernă. Aceasta include, de asemenea, influența semnificativă a deținătorilor de avere asupra procesului politic și a obiectivelor politicii economice. 
Thomas Palley a susținut că predominanța capitalului financiar al secolului al XXI-lea a condus la preferința speculațiilor - Casino Capitalism - asupra investițiilor pentru creșterea antreprenorială în economia globală.

## Evoluțiile istorice
Rudolf Hilferding căruia îi este recunoscut meritul  ca fiind primul care a adus în prim plan termenul de capitalism financiar, studiind (1910) legăturile dintre trusturile, băncile și monopolurile germane înainte de Primul Război Mondial - un studiu subsumat de Lenin în analiza sa din timpul războiului a relațiilor imperialiste dintre marile puteri ale lumii. Lenin a concluzionat că băncile erau "principalele centre nervoase ale întregului sistem capitalist al economiei naționale": pentru Comintern, expresia "dictatura capitalismului financiar" a devenit una regulată.
 Într-o perspectivă marxistă tradițională, capitalismul financiar este privit ca o creștere dialectică a capitalismului industrial și o parte a procesului prin care întreaga fază capitalistă a istoriei se încheie. Într-o manieră asemănătoare cu părerile lui Thorstein Veblen, capitalismul financiar este în contrast cu capitalismul industrial, unde profitul se face din fabricarea bunurilor.
Braudel își va îndrepta atenția mai târziu spre două perioade anterioare, când capitalismul financiar a apărut în istoria omenirii - cu genovezii din secolul al XVI-lea și cu olandezii din secolele 17 și 18 - deși în acel stadiu se dezvolta din capitalismul comercial. Giovanni Arrighi a extins analiza lui Braudel pentru a sugera că o predominare a capitalismului financiar este un fenomen recurent, pe termen lung, ori de câte ori o fază anterioară de expansiune capitalistă comercială / industrială atinge un platou. 
Întrucât, până la mijlocul secolului, corporația industrială a desemnat sistemul bancar ca simbol economic principal al succesului creșterea din secolul al XX-lea a instrumentelor derivate și a unui model bancar nou a inaugurat un nouă (și istoric, a patra) perioadă de capitalism financiar. 
Fredric Jameson a văzut abstractizările globalizate ale acestei faze actuale a capitalismului financiar ca fundament al manifestărilor culturale ale postmodernismului.

## Adversarii
Fasciștii au fost vocali în opoziția lor în ceea ce privește capitalismul financiar
CH Sisson a văzut tema fundamentală a Canto-urilor lui Ezra Pound ca pe o degradare a capitalului financiar: "aberația monstruoasă a unei lumi în care realitatea este distorsionată, până la un detaliu al cărui sens atât de clar nu a fost niciodată atât de implicat, prin tragerea unui ban fictiv”.
Gottfried Feder se opune capitalismului financiar și concentrării capitalului de către bancheri în Germania.

## Legături externe
- The age of monopoly-finance capital